# Allan Lee Woodrow
Allan Lee Woodrow, född 16 april 1886, död 29 mars 1966, var en kanadensisk senator.
Woodrow valdes in i den kanadensiska senaten den 19 maj 1953 på rekommendation av Louis St. Laurent. Han representerade Toronto Centre i provinsen Ontario till sin avgång från politiken den 15 mars 1966.